# Namoluk Municipality
Namoluk Municipality är en kommun i Mikronesiska federationen.   Den ligger i delstaten Chuuk, i den västra delen av landet, 600 km väster om huvudstaden Palikir. Antalet invånare är 407.
Följande samhällen finns i Namoluk Municipality:
- Namoluk Village